# Typhlotanais inaequipes
Typhlotanais inaequipes är en kräftdjursart som beskrevs av Hansen 1913. Typhlotanais inaequipes ingår i släktet Typhlotanais och familjen Nototanaidae. Inga underarter finns listade i Catalogue of Life.